# Parsówek
Parsówek – osada w Polsce położona w województwie zachodniopomorskim, w powiecie gryfińskim, w gminie Gryfino.
W latach 1975–1998 miejscowość administracyjnie należała do województwa szczecińskiego.
Jest to najbardziej na wschód wysunięta wieś w gminie Gryfino. Dawniej była to niewielka wieś folwarczna, położona na południowy zachód od wsi Parsów.
W lutym 2012 wydano pozwolenie na budowę Farmy Wiatrowej Parsówek, która będzie dostarczać energię na potrzeby lokalne. Budowę ukończono pod koniec 2015 roku.